# Vittorio Orlandi
Vittorio Orlandi (n. 8 septembrie 1938, Cassano Magnago, Lombardia, Regatul Italiei) este un călăreț ce a reprezentat Italia, medaliat olimpic. A participat la o ediție a Jocurilor Olimpice (1972) în care a câștigat o medalie de bronz.

## Participări
Lista de mai jos prezintă principalele competiții la care a participat Vittorio Orlandi de-a lungul carierei.
- equestrian at the 1972 Summer Olympics – team jumping[*]